# Ulrich Ier de Carinthie
Pour les articles homonymes, voir Ulrich Ier.
Ulrich Ier, né vers 1105 et mort le 7 avril 1144, issu de la maison de Sponheim, fut duc de Carinthie et margrave de Vérone de 1135 jusqu'à sa mort.

## Biographie
Ulrich est le fils aîné du comte Engelbert II de Sponheim et de son épouse Ute, fille du burgrave bavarois Ulrich de Passau, qui lui donne son nom. Son père, un soutien fidèle de la dynastie franconienne, a été nommé margrave d'Istrie par le roi Henri V en 1108. Après le décès de son frère Henri IV en 1123, il lui succède en tant que souverain du duché de Carinthie.
Engelbert II abdique de toutes ses charges en 1135 et Ulrich fut inféodé avec la Carinthie par l'empereur Lothaire de Supplinbourg lors de la Diète d'Empire à Bamberg le 17 mars.
En 1136–1137 Ulrich prend part à l'ultime expédition menée par Lothaire en Italie et au royaume de Sicile de Roger II du sud de la péninsule. À la mort de l'empereur le 3 décembre 1137, Ulrich a soutenu le nouveau roi Conrad III de Hohenstaufen. Luttant pour son autorité, il est impliqué dans les conflits avec la noblesse carinthienne ainsi qu'avec l'archevêché de Salzbourg et l'évêché de Bamberg, qui détenaient tous deux de vastes domaines en Carinthie.
Ulrich meurt dès 1144 et il est inhumé dans le monastère bénédictin de Rosazzo près de Manzano en Frioul.

## Mariage et descendance
Ulrich avait épousé Judith († 1162), fille du margrave Hermann II de Bade. Ils ont au moins quatre fils :
- Henri V († 1161) qui lui succède ;
- Ulrich (mort avant 1161), comte de Laibach en Carniole ;
- Gottfried (mort avant 1144), devient moine ;
- Hermann II, successeur de son frère aîné mort sans enfant ;
- Pilgrim Ier dit d'Ortenbourg (?), patriarche d'Aquilée de 1130 à 1161.

## Sources
- (en) Ulrich von Sponheim sur le site Medieval Lands.

- (en) Cet article est partiellement ou en totalité issu de l’article de Wikipédia en anglais intitulé « Ulrich I, Duke of Carinthia » (voir la liste des auteurs), édition du 1er mai 2014.